# RK-Bro
Gli RK-Bro è stato un tag team di wrestling attivo in WWE dal 2021 al 2022 composto da Randy Orton e Riddle.

## Storia
Nella puntata di Raw del 19 aprile 2021, Riddle interruppe un'intervista nel backstage di Orton e gli suggerì di formare un tag team, ma quest'ultimo rifiutò. Nel corso della stessa puntata, i due si sfidarono sul ring e Riddle riuscì a vincere. La settimana successiva, i due decisero di provare a lottare fianco a fianco e più tardi quella sera, sconfissero Cedric Alexander e Shelton Benjamin.
Il 27 giugno, Orton avrebbe dovuto affrontare AJ Styles e Drew McIntyre con in palio un posto nel Money in the Bank Ladder match, ma a causa di un infortunio fu sostituito da Riddle che non riuscì a vincere.
Dopo un'assenza di sette settimane, Orton tornò a Raw il 9 agosto, dove dichiarò che non avrebbe fatto più squadra con Riddle. Più tardi quella notte, dopo aver battuto AJ Styles in seguito all'assistenza di Riddle finse di abbracciarlo e lo attaccò con una RKO. La settimana successiva, la squadra si riformò dopo che Riddle salvò il suo ex compagno da un attacco per mano di AJ Styles e Omos. A SummerSlam, gli RK-Bro riuscirono a battere Styles e Omos vincendo il loro primo WWE Raw Tag Team Championship. Difesero per la prima volta i titoli la settimana successiva a Raw, dove sconfissero Bobby Lashley e MVP. Dopo aver difeso i titoli nel rematch di Crown Jewel contro Styles e Omos, alle Survivor Series, batterono gli Usos, nelle classiche sfide tra roster.
Dopo le Series, ripresero a difendere i titoli di coppia e dopo aver trionfato contro Dolph Ziggler e Robert Roode il 29 novembre a Raw e contro gli Street Profits a Day 1, li persero contro l'Alpha Academy il 10 gennaio a Raw, terminando il loro regno dopo 142 giorni. Rivinsero i titoli nell'episodio di Raw del 7 marzo in un triple threat tag team match che comprendeva anche l'Alpha Academy e il team formato da Seth Rollins e Kevin Owens.

## Musiche d'ingresso
- Talk to Me dei def rebel[1]

## Titoli e riconoscimenti
- WWE Raw Tag Team Championship (2)[5][12]